# جرج ولکف
 جرج مایکل ولکف (انگلیسی: George Michael Volkoff؛ زاده ۲۳ فوریهٔ ۱۹۱۴ درگذشته ۲۴ آوریل ۲۰۰۰) یک دانشمند اهل کانادا بود.